# Aranza Villalón
Villalón  Sánchez est un nom espagnol. Le premier nom de famille, en général paternel, est Villalón ; le second, en général maternel, souvent omis, est Sánchez.
Aranza Valentina Villalón Sánchez, née le 18 juin 1995 à Santiago, est une coureuse cycliste chilienne.

## Palmarès sur route

### Par années
- 2016
  -  Championne du Chili du contre-la-montre
  - Grand Prix Campagnolo
- 2017
  -  Médaillée d'or du contre-la-montre des Jeux bolivariens
  -  Championne du Chili du contre-la-montre
  - Tour de La Pampa : 
    - Classement général
    - 1re, 2e et 3e étapes

  -  Médaillée d'argent des championnats panaméricains du contre-la-montre espoirs
- 2018
  -  Championne du Chili sur route
  -  Championne du Chili du contre-la-montre
  - Tour de San Juan : 
    - Classement général
    - 1re, 2e et 3e étapes
- 2019
  - Tour de Colombie :
    - Classement général
    - 4e étape

  - Tour Femenino de Colombia
  - 2e de la Vuelta a Antioquia
  - 2e du championnat du Chili sur route
  - 3e du championnat du Chili du contre-la-montre
- 2021
  - 2e étape du Tour de Colombie
  -  Médaillée d'argent du championnat panaméricain du contre-la-montre
  - 2e du Tour de Colombie
- 2022
  -  Médaillée d'or de la course en ligne des Jeux bolivariens
  - Vuelta a Formosa Femenina : 
    - Classement général
    - 3e étape (contre-la-montre)

  - Trofeo Costa Almería
  -  Médaillée de bronze de la course en ligne aux Jeux sud-américains
- 2023
  -  Championne du Chili du contre-la-montre
  -  Médaillée d'argent du championnat panaméricain du contre-la-montre
  -  Médaillée de bronze du contre-la-montre aux Jeux panaméricains
- 2024
  - Grand Prix MOPT
  -  Médaillée de bronze du championnat panaméricain du contre-la-montre

### Classements mondiaux
| Année                                 | 2016 | 2017 | 2018 | 2019 | 2020 | 2021 | 2022 | 2023 | 2024 |
| ------------------------------------- | ---- | ---- | ---- | ---- | ---- | ---- | ---- | ---- | ---- |
| Classement UCI                        | 168e | 508e | 465e | 271e | 235e | 94e  | 454e | 153e | 120e |
| UCI World Tour                        | nc   | nc   | nc   | nc   | nc   | nc   | 227e | nc   | nc   |
|                                       |      |      |      |      |      |      |      |      |      |
| Légende : nc = non classéSource : UCI |      |      |      |      |      |      |      |      |      |

## Palmarès sur piste

### Championnats panaméricains
- Lima 2021
  -  Médaillée de bronze de la poursuite par équipes
- Los Angeles 2024
  -  Médaillée d'argent de la poursuite individuelle

### Jeux sud-américains
- Cochabamba 2018
  -  Médaillée d'argent de la poursuite par équipe (avec Constanza Paredes, Paula Villalón et Daniela Guajardo)